# Opinion
Opinion è un programma televisivo albanese trasmesso in prima serata dal 31 agosto 1997 su TV Klan, con la conduzione di Blendi Fevziu.